# Hushållsost
Hushållsost – szwedzki ser produkowany z krowiego mleka. Zalicza się do serów twardych, dojrzewających oraz podpuszczkowych. Ser hushållsost jest o smaku oraz zapachu łagodnym, a także słabo kwaśnym. Historia jego produkcji sięga VII wieku, a pod obecną nazwą — oznaczającą „ser gospodarski” — znany jest od końca XIX wieku. W 2004 został zarejestrowany przez Komisję Europejską jako Gwarantowana Tradycyjna Specjalność.